# 阿南惟晟
阿南 惟晟（あなみ これあきら、1923年〈大正12年〉5月 - 1943年〈昭和18年〉11月20日）は、日本の陸軍軍人。太平洋戦争末期の陸軍大臣、阿南惟幾の次男。

## 経歴
1941年東京府立第一中学校を卒業後、陸軍士官学校に入学。同校56期卒業生。
陸軍砲兵少尉として太平洋戦争に出陣したが、1943年（昭和18年）11月20日、常徳殲滅作戦に於いて戦死。20歳没。戦死後、一階級昇進し中尉となった。墓所は多磨霊園。

## 家族
- 父・阿南惟幾（1887年生まれ、元陸軍大臣）
- 母・阿南綾子（1898年生まれ、竹下平作の次女[1]）
- 兄・阿南惟敬（1921年生まれ、元防衛大学校教授）
- 妹・秋富喜美子（1926年生まれ[2]、秋富公正の妻[3][4]）
- 弟・阿南惟正（1933年生まれ、元新日本製鐵副社長、靖国神社氏子総代）
- 妹・大國聡子（1936年生まれ[1]、大國昌彦・元王子製紙社長の妻）
- 弟・野間惟道（1937年生まれ、野間家へ養子、元講談社社長）
- 弟・阿南惟茂（1941年生まれ、元駐中国大使）